# Distrito Central (Sochi)

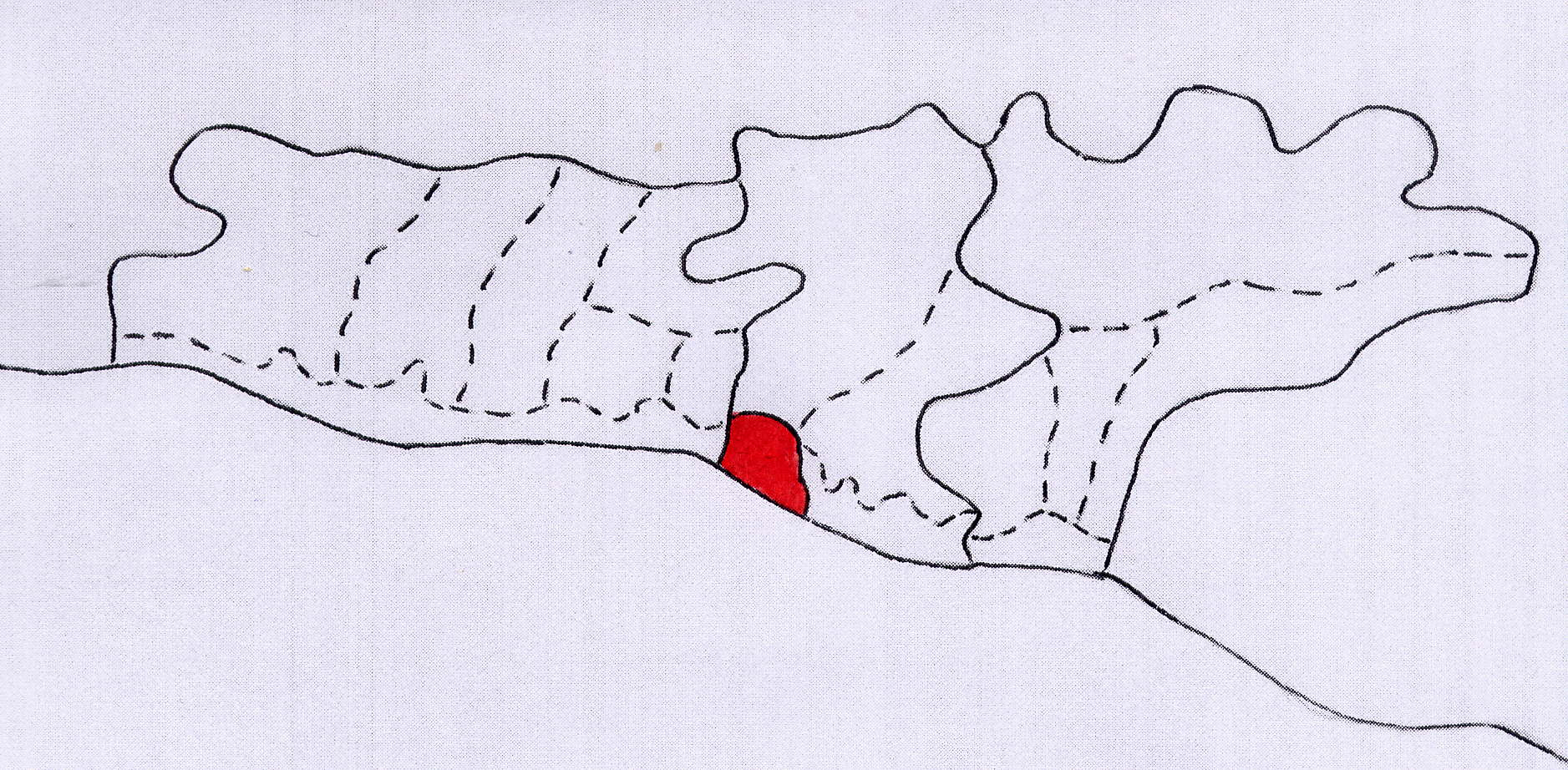
Situación del distrito Central en la unidad municipal de la ciudad-balneario de Sochi.

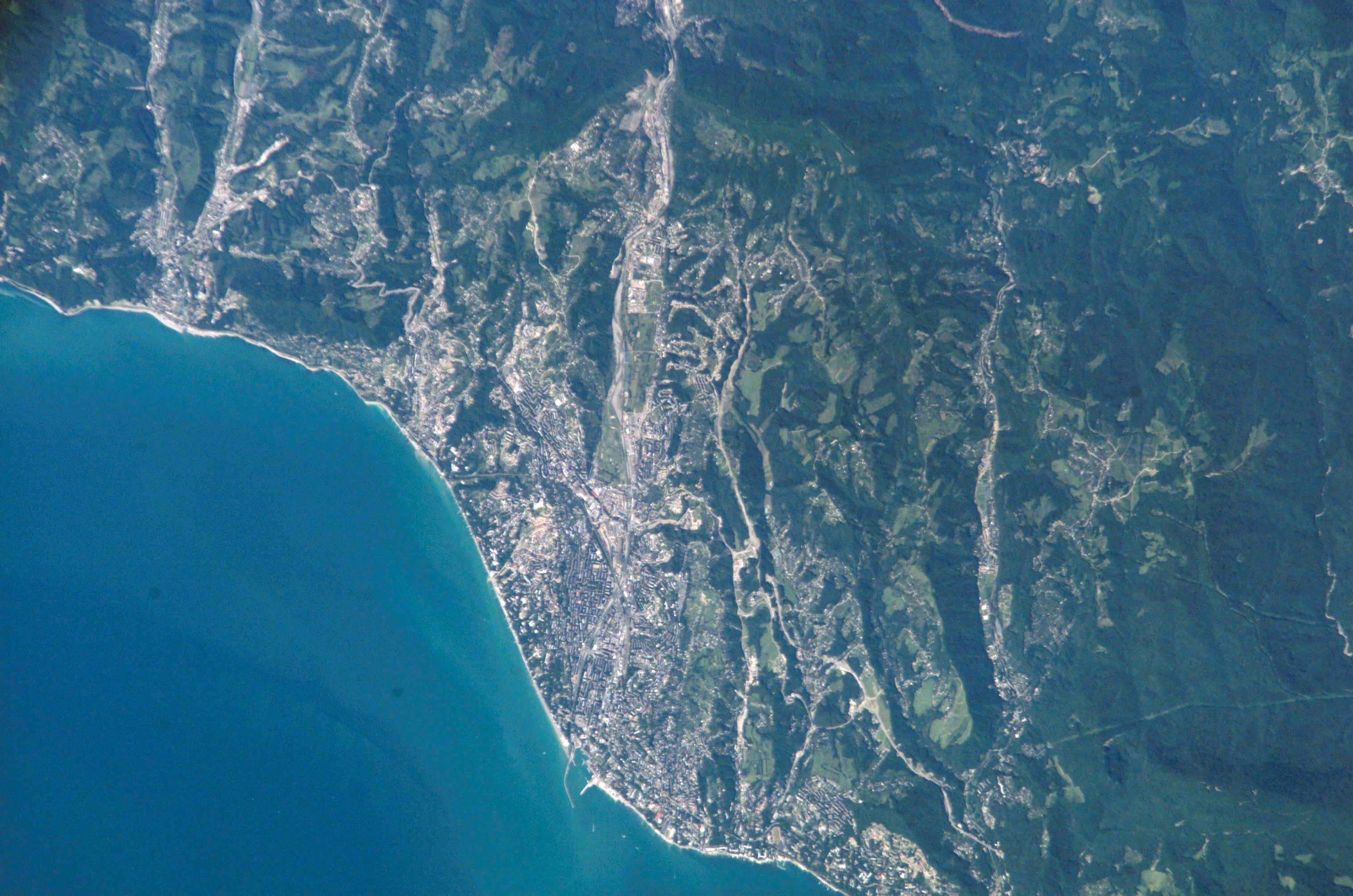
El distrito visto desde el espacio.

El Distrito Central de la ciudad de Sochi (en ruso: Центра́льный райо́н, Tsentralni raión) es uno de los cuatro distritos en los que se divide la unidad municipal de la ciudad-balneario de Sochi del krai de Krasnodar, en Rusia. Tenía una superficie de 32 km² y 137 677 habitantes en 2010.
El distrito está situado entre el paso de Mamaika, al oeste, el curso del río Vereshchaguinka, al este., la costa del mar Negro, al sur, y el cañón de Plastunka, al norte. Ocupa el centro histórico de Sochi, a excepción del área meridional (Vereshchaguinskaya Storona), perteneciente al distrito de Josta. No tiene territorios subordinados fuera de los lindes de la ciudad.

## Historia

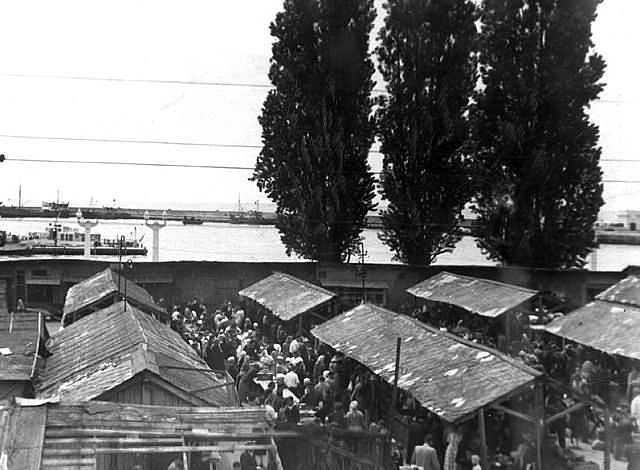
Nuevo mercado de Sochi, década de 1930.

El distrito fue establecido el 10 de febrero de 1961 en el centro histórico de la ciudad, en relación con la ampliación de los límites de ésta y la unión de su área urbana con los raiones de Lázarevskoye y Ádler.

## Demografía
| Año  | Población |
| ---- | --------- |
| 1959 | 81 912    |
| 1970 | 100 011   |
| 1979 | 121 300   |
| 1989 | 137 968   |
| 2002 | 133 935   |
| 2010 | 137 677   |

### Composición étnica
De los 133 935 habitantes que tenía en 2002, el 76.6 % era de etnia rusa, el 10.9 % era de etnia armenia, el 3.8 % era de etnia ucraniana, el 3.2 % era de etnia georgiana, el 0.7 % era de etnia bielorrusa, el 0.5 % era de etnia tártara, el 0.5 % era de etnia abjasa, el 0.4 % era de etnia griega, el 0.3 % era de etnia azerí, el 0.3 % era de etnia adigué, el 0.2 % era de etnia turca, el 0.1 % era de etnia alemana y el 0.1 % era de etnia gitana

## División administrativa

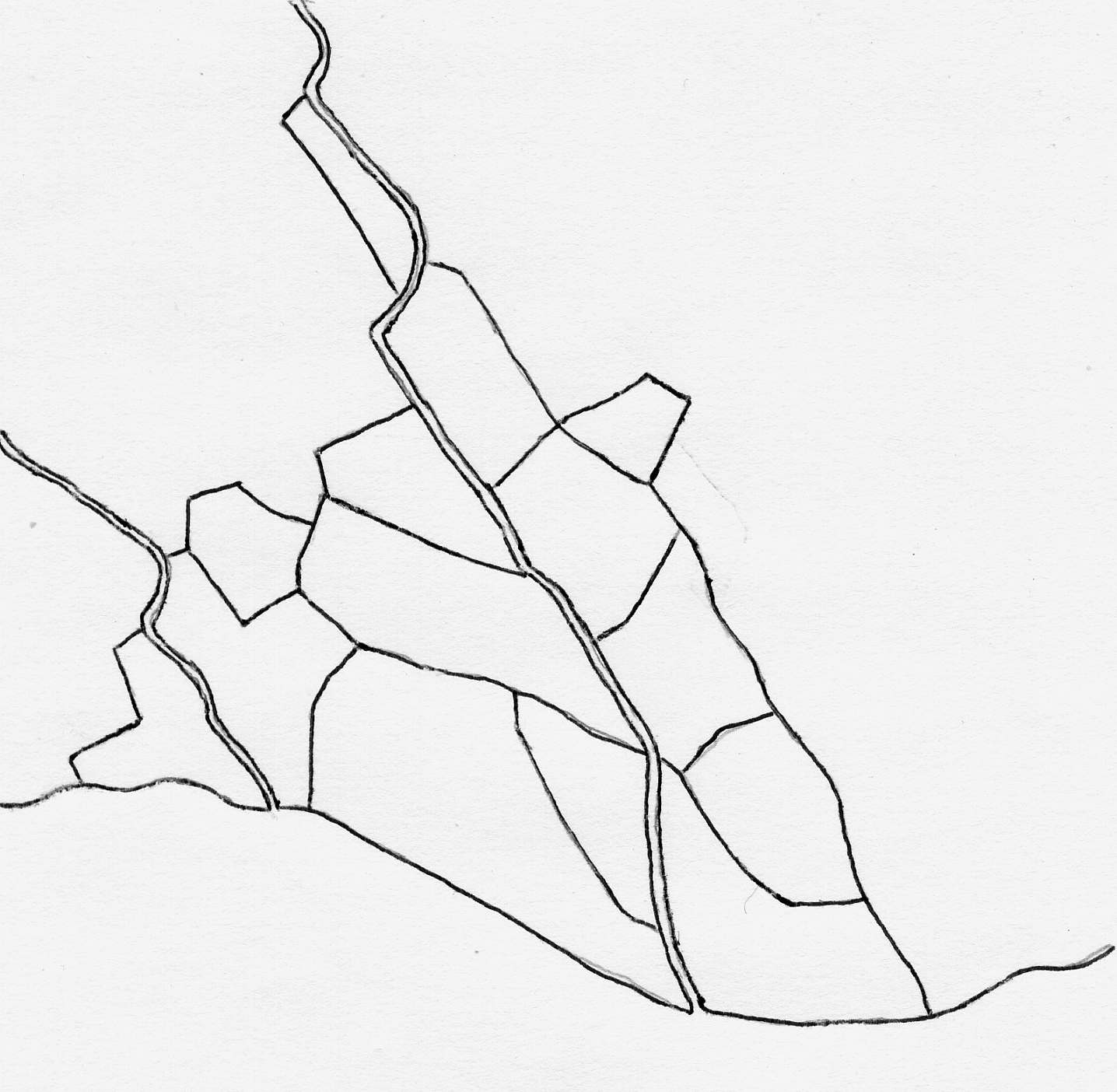
Microdistritos del distrito Central.

El distrito se divide en 12 microdistritos:
- Bolnichni Gorodok
- Vérjniaya Mamaika
- Vishnióvaya
- Gagárina
- Donskaya
- Zavokzalni
- Zarechni
- Mamaika
- Novi Sochi
- Pásechnaya
- Trudá
- Tsentralni

## Infraestructura
Los principales centros de salud del distrito son el Hospital Urbano n.º 2, el Hospital Urbano n.º 4, el Dispensario Dermatológico y de Enfermedades Venéreas, el Dispensario de Prevención de la Tuberculosis n.º 1, el Dispensario Narcológico de Sochi, el Dispensario Oncológico de Sochi, y la Maternidad de Sochi.
En cuanto a los centros educativos superiores cabe destacar la Universidad Estatal de Sochi, la Universidad Olímpica Internacional de Rusia, la Academia de Humanidades del Mar Negro, el Instituto Marítimo de Sochi, el Instituto de Moda, Negocios y Derecho y una filial de la Universidad Estatal Rusa de Ciencias Sociales.

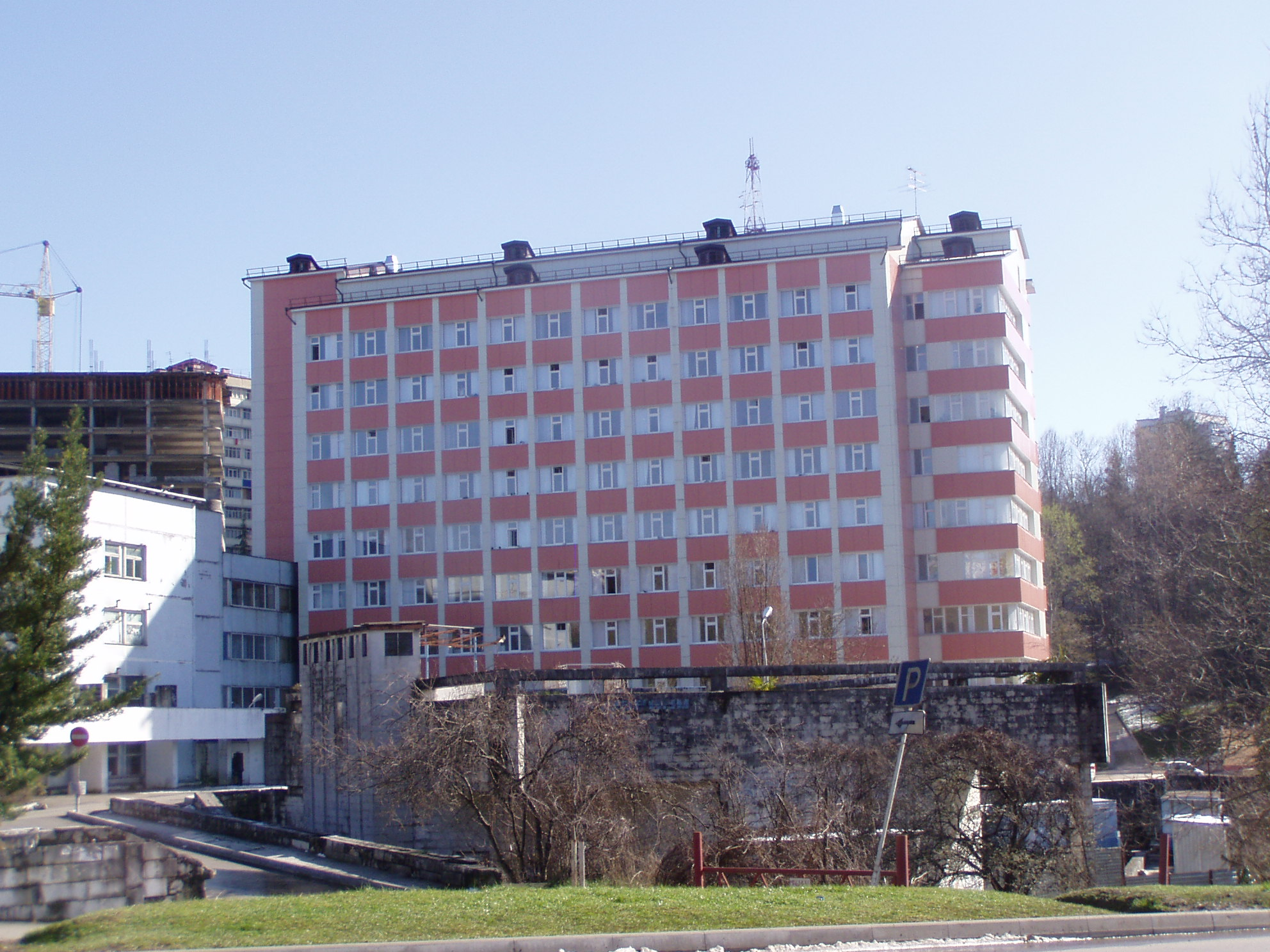
Sección de cardiología del Hospital Urbano nº4.
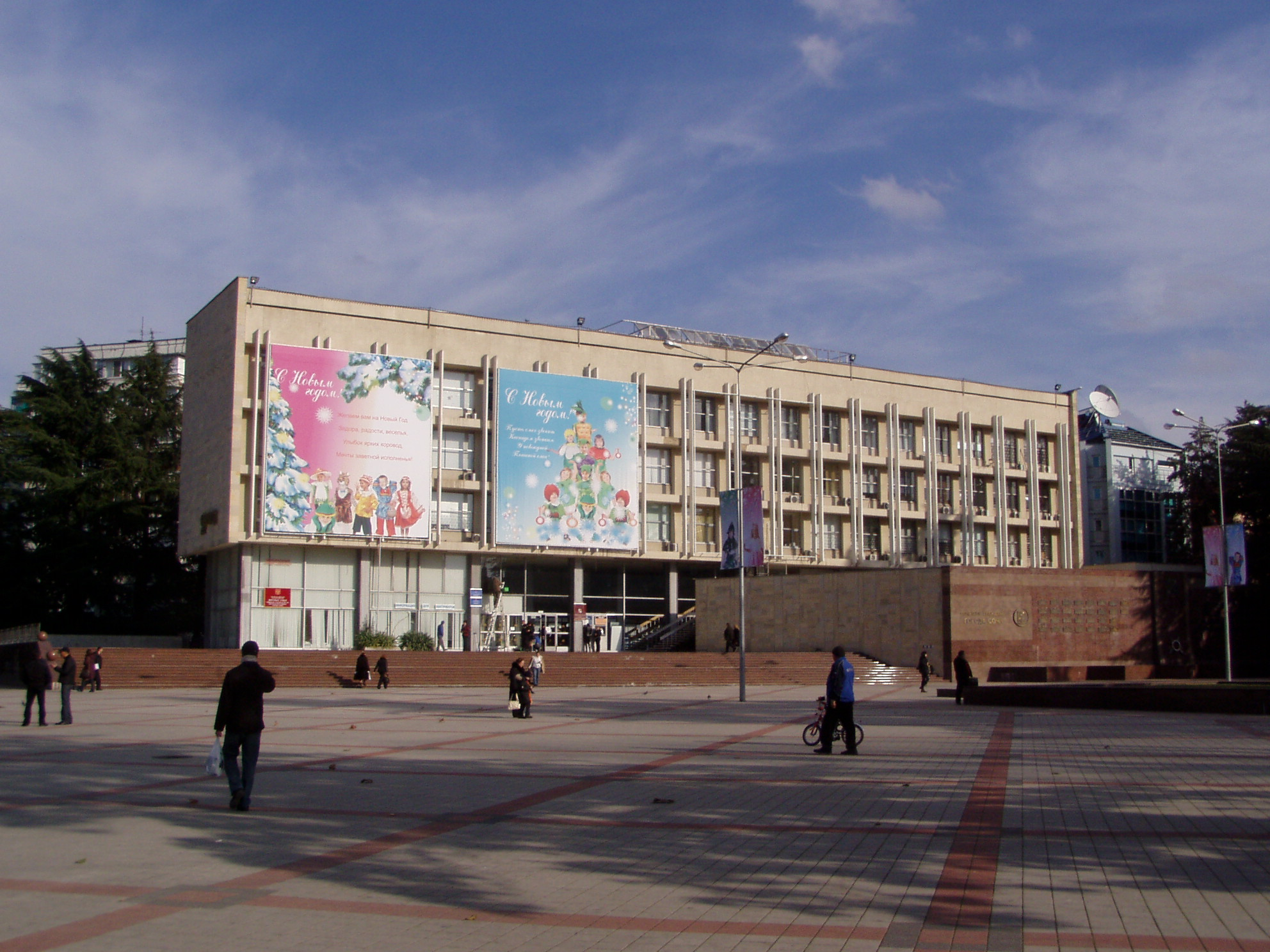
Universidad Estatal de Sochi.

## Teatros
En el distrito se halla el Teatro de Invierno.

## Ciudades hermanadas
- Nesebar, Bulgaria